# Луїс Терстоун
Луїс Леон Терстоун (рідше Льюїс Леон Тьорстоун, англ. Louis Leon Thurston; нар. 29 травня 1887 — пом. 29 вересня 1955) — американський психолог шведського походження, професор Інституту Карнегі в Техасі, професор Чиказького університету, займався дослідженням інтелекту. Відомий як автор тестів інтелекту («IQ») та відносин, популярних методів факторного аналізу та психологічних вимірів (психометрія). Велику увагу приділяв питанням психології творчості.

## Біографія

### Дитинство
Луїс Терстоун народився в родині шведських емігрантів Конрада і Софі Терстоунів. Батько викладав математику та фортифікацію, пізніше став лютеранським священником, редактором та видавцем газети. Коли Луїсу було 8 років, родина переїхала в Стокгольм, але через 6 років вони знов повернулись в США.
Прізвище родини від самого початку була Thünström, але вони були змушені її змінити, адже багато американців не могли вимовити шведське прізвище.
Його перша публікація вийшла в журналі Scientific American, коли він ще не закінчив школу (в ній пропонувалось оригінальне вирішення для гідроелектростанції в районі Ніагарського водоспаду).

### Початок кар'єри
Хоча і Луїс прославився як психолог, на початку своєї кар'єри він був інженером. Отримавши диплом магістра інженерної справи в Корнелльському університеті (1971), Луїса запросили на роботу в дослідницьку лабораторію Томаса Едісона в м. Ост-Орандж. Він також працював викладачем нарисної геометрії в Міннесотському університеті (1912—1914). У 2014 р. розпочав вивчення психологію в Технологічному інституті Карнеги, займавшись експериментальним навченням. Працював у ньому як асистент, потім — професор і декан (1915—1923). В 1924 р. працював у Чиказькому університеті як асоційований професор психології. Вже тут він створив психометричну лабораторію.
4 вересня 1935 було засновано Психометричне суспільство і журнал «Психометріка» в Анн-Арборі (глава — Терстоун).
Як і багато інших психологів, що починали свою кар'єру в природних науках, Терстоун прийшов у психологію через інтерес до процесу навчення.

## Внесок в науку
Луїс Терстоун був одним із першим, хто став застосував математичні методи в психології та соціології, ввів стандарт вимірювальні шкали — «шкали типу терстоунівських». На основі факторно-аналітичних досліджень Ч.Спірмена і Р.Кеттела в області інтелекту, запропонував свій варіант багатовимірного факторного аналізу, який приводив до спростування концепції g-фактора інтелекту Спірмена. Разом зі своїми співробітниками ним було створено близько 30 шкал на дослідження різноманітних соціальних установок — на дослідження відношення до війни, смертельної страти, церкви, цензури, раси, націй тощо. Сформував Закон порівняльних суджень.

## Наукові публікації
- «The Nature of Intelligence» (1924)
- «Measurement of Attitudes» (1929)
- «Vectors of the Mind» (1935)
- «Primary Mental Abilities» (1938)
- «Factorial Studies of Intelligence» (1941)
- «Multiple Factor Analysis» (1947)
- «Measurement of Values» (1959, опубліковано після смерті)

## Багатофакторна модель інтелекту
Серед багатьох дослідників утвердився погляд, що інтелект обумовлено великою кількістю факторів. Інтелект як комплекс факторів досліджували крім Л.Терстоуна Дж. Гідфорд, Р.Мейлі, Дж. Керолл.
На основі численних тестувань студентів Луїс розробив багатофакторну модель інтелекту, що базується на 12 факторах, з яких часто в дослідженнях використовувались 7, які отримали назву «первинні розумові здібності». Вперше вони були викладені в однойменній книзі «PrimaryMentalAbilities».